# Mõisamaa (Toila)
Mõisamaa (Duits: Moisama) is een plaats in de Estlandse gemeente Toila, provincie Ida-Virumaa. De plaats heeft de status van dorp (Estisch: küla).
Het dorp hoorde tot in 2017 bij de gemeente Kohtla. In dat jaar ging Kohtla op in de gemeente Toila.

## Bevolking
Het dorp had 4 inwoners op 31 december 2011. De volkstelling van 2021 geeft voor Mõisamaa geen resultaat.

## Geschiedenis
Het dorp werd voor het eerst genoemd in 1712 onder de naam Perri-Moiszamah, een nederzetting op het landgoed Korküll. Het landhuis stond eerst in Mõisamaa, maar werd na de Grote Noordse Oorlog verplaatst naar Peeri.
Na 1945 werd Mõisamaa bij het buurdorp Peeri gevoegd. In 1997 werd het weer een zelfstandig dorp.